# Luis Garfias Espinosa de los Monteros
General Luís G. Garfias Espinosa de los Monteros fue un militar mexicano que participó en la Revolución mexicana.

## Porfiriato
Nació en la Ciudad de México, el 21 de julio de 1880, sus padres fueron el licenciado Luis Silverio Garfias García de Malabear y Victoria Espinosa de los Monteros Arroniz. Ingresó al Colegio Militar en 1894; para 1899 era ya un teniente del Cuerpo Especial Militar del Estado Mayor; para 1909 era mayor del mismo Cuerpo.

## Maderismo
Al llegar Francisco I. Madero a la presidencia, Garfias fue designado su ayudante de campo. Al estallar la sublevación orozuista, Garfias organizó el Regimiento “Mariano Ecobedo”; con dicha unidad tomó parte en las batallas de Cerro de Banderas, la Segunda de Rellano y Bachimba, por lo que ascendió a teniente coronel. Volvió después a la capital del país y llegó a ser jefe interino del Estado Mayor de Francisco I. Madero, quién lo envió a Coahuila a que organizara el 25.º. Regimiento irregular.

## Constitucionalismo
Ahí lo sorprendió la Decena Trágica y el ascenso de Victoriano Huerta al poder, pero Garfias, a pesar de ser federal, informó el mismo día 19 de febrero que todo su Regimiento desconocía al usurpador, llegando a ser la única corporación federal que como tal se enfrentó a Huerta. Posteriormente buscando aprovechar sus conocimientos militares y su capacidad de organización, Carranza lo nombró Coronel y su primer jefe de su Estado Mayor. Por su origen federal, el nombramiento generó ciertas envidias entre algunos rebeldes, por lo que Venustiano Carranza le encargó una comisión federal en el extranjero. Como ingeniero-geógrafo que era, prestó sus servicios en la Comisión Geográfica Exploradora y en la Secretaría de Fomento. En 1948 era jefe de oficinas federales de Hacienda. 
Casado con su prima Ma. Concepción Espinosa de los Monteros con quien crio a una hija llamada Ma. Antonieta Altagracia y posteriormente contrajo nupcias con María Estela Magaña Barrios Gómez, con quien tuvo tres hijos de nombres Luis, Martha Beatriz y María Victoria Guadalupe y que actualmente residen en el Distrito Federal.
Murió el 11 de marzo de ese mismo año.
- Datos: Q5983534